# 新城勁爆電視大獎頒獎禮
新城勁爆電視大獎頒獎禮由新城娛樂台舉辦，於2005年開始舉行，前為《點正娛樂黑白新視『角』嘉獎大典》，用作表揚過去一年的電視藝員，大部份都由電視廣播有限公司及亚洲電視的藝員獲獎，為香港地區第五個電視頒獎禮，只舉辦了兩年。

## 歷屆頒獎禮
為免條目冗長，歷屆得獎名單將在下列按年分述。本條目只顯示最近一屆的簡單概況

### 最近一屆
- 名稱：新城勁爆電視大獎頒獎禮2005
- 舉辦日期：2005年
- 得獎名單

| 新城勁爆電視演員 | 馬德鐘、郭晉安、郭可盈 汪明荃、佘詩曼、林保怡 陳豪、黎姿、苗僑偉、歐陽震華 胡杏兒、吳卓羲 |
| 新城勁爆電視劇   | 《我的野蠻奶奶》                                                                          |
| 新城勁爆男主角   | 《阿旺新傳》 ——郭晉安                                                                     |
| 新城勁爆女主角   | 《酒店風雲》 ——郭可盈 《我的野蠻奶奶》 ——汪明荃                                           |
| 新城勁爆男配角   | 《阿旺新傳》 ——秦沛                                                                       |
| 新城勁爆女配角   | 《阿旺新傳》 ——湯盈盈                                                                     |
| 新城勁爆飛躍藝員 | 葉璇                                                                                      |
| 新城勁爆男人氣王 | 黃宗澤                                                                                    |
| 新城勁爆女人氣王 | 廖碧兒                                                                                    |
| 新城勁爆新人王   | 薛凱琪                                                                                    |
| 新城勁爆節目主持 | 《繼續無敵獎門人》 ——曾志偉                                                               |

### 其他年度
- 2004年
- 2005年